# Аунулф
Аунулф (на немски: Aunulf, † след 670) от фамилията Арнулфинги е единственият син на Хлодулф, епископът на Мец (656 – 697). Той получава част от наследството на дядо си Арнулф от Мец. От 670 г. той не се появява в документите